# Paris-Roubaix de 1989
A 87.ª edição da corrida ciclista Paris-Roubaix teve lugar a 9 de abril de 1989 e foi vencida pelo Belga Jean-Marie Wampers. A prova contou com 265 quilómetros.

## Classificação final
| Posição | Ciclista                | Equipa       | Tempo      |
| ------- | ----------------------- | ------------ | ---------- |
| 1       | Jean-Marie Wampers      | Panasonic    | 6h 46' 45" |
| 2       | Dirk de Wolf            | Hitachi      | m. t.      |
| 3       | Edwig Van Hooydonck     | Superconflex | + 59"      |
| 4       | Gilbert Duclos-Lassalle | Z-Peugeot    | m. t.      |
| 5       | Eddy Planckaert         | AD Renting   | m. t.      |
| 6       | Marc Madiot             | Toshiba      | m. t.      |
| 7       | Herman Frison           | Histor-Sigma | + 4' 27"   |
| 8       | Jacques Hanegraaf       | TVM          | m. t.      |
| 9       | Urs Freuler             | Panasonic    | m. t.      |
| 10      | Johan Lammerts          | AD Renting   | m. t.      |